# Helena Bartošová-Schützová
Helena Bartošová-Schützová (* 11. Januar 1905 in Budapest; † 8. Februar 1981 in Rychnov nad Kněžnou) war eine slowakische Sopran-Opernsängerin.
Bartošová-Schützová absolvierte ein Gesangsstudium an der Musikakademie Preßburg. Sie war von 1924 bis 1964 Mitglied des Opernensembles des Slowakischen Nationaltheaters und wurde als Nationalkünstlerin ausgezeichnet.